# أوخين
بلدية خُشَين أو (نقحرة: أوخين) (بالإسبانية: Ojén) هي بلدية تقع في مقاطعة مالقة التابعة لمنطقة أندلوسيا جنوب إسبانيا.

## الديموغرافيا
بلغ عدد سكان بلدية خشين 3.244 نسمة عام 2011 (وفقاً للمعهد الوطني الإسباني للإحصاء).
| 2.004 | 1.994 | 2.085 | 2.446 | 2.528 | 2.805 | 3.244 |